# Oberhofen bei Münchwilen
Oberhofen bei Münchwilen ist ein Ortsteil von Münchwilen im Bezirk Münchwilen des Schweizer Kantons Thurgau. Am 1. Januar 1950 fusionierte die ehemalige Ortsgemeinde zur Einheitsgemeinde Münchwilen.

## Geschichte

Oberhofen (vorne links) und Münchwilen 1947

Oberhofen wurde um 1160/70 als Obirhovin erwähnt und gehörte vom Spätmittelalter bis 1798 niedergerichtlich zum Tannegger Amt und zur Landgrafschaft Thurgau. Kirchlich teilte Oberhofen das Schicksal der Pfarrei Sirnach; seit 1935 gehörte die reformierte Mehrheit zur Kirchgemeinde Münchwilen-Eschlikon. Das typische Industriedorf am östlichen Abhang des Tuttwiler Bergs ist durch eine Furt bzw. seit 1774 mit der Murgbrücke mit Münchwilen verbunden. Die grösste Fabrik in Oberhofen ist die ehemalige Schuhwichsefabrik Sutter, die nach dem Tod von Alfred Sutter an Unilever ging (heute Diversey) und 2009 rund 370 Arbeitsplätze stellte.

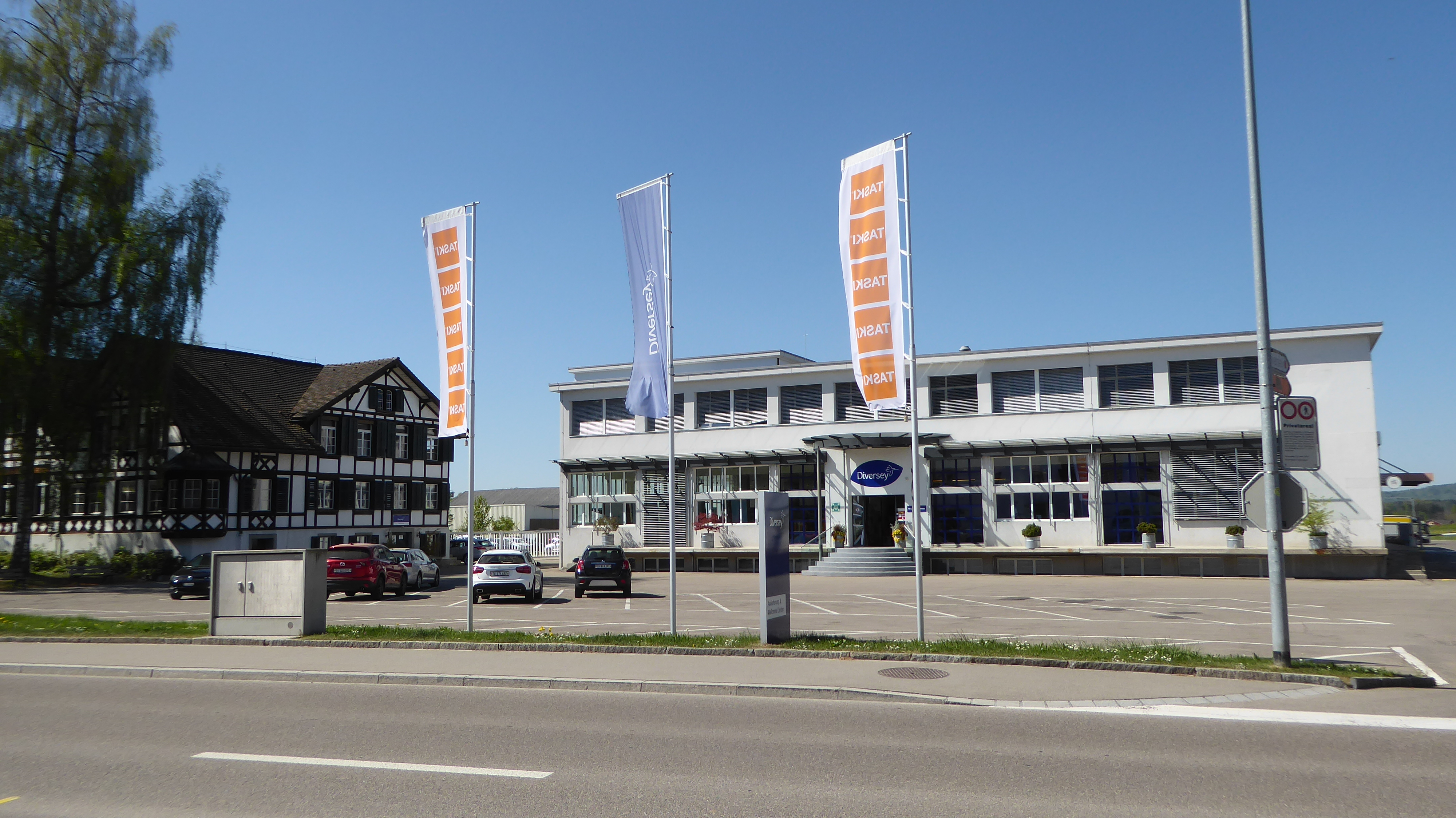
Areal der Firma Unilever in Münchwilen

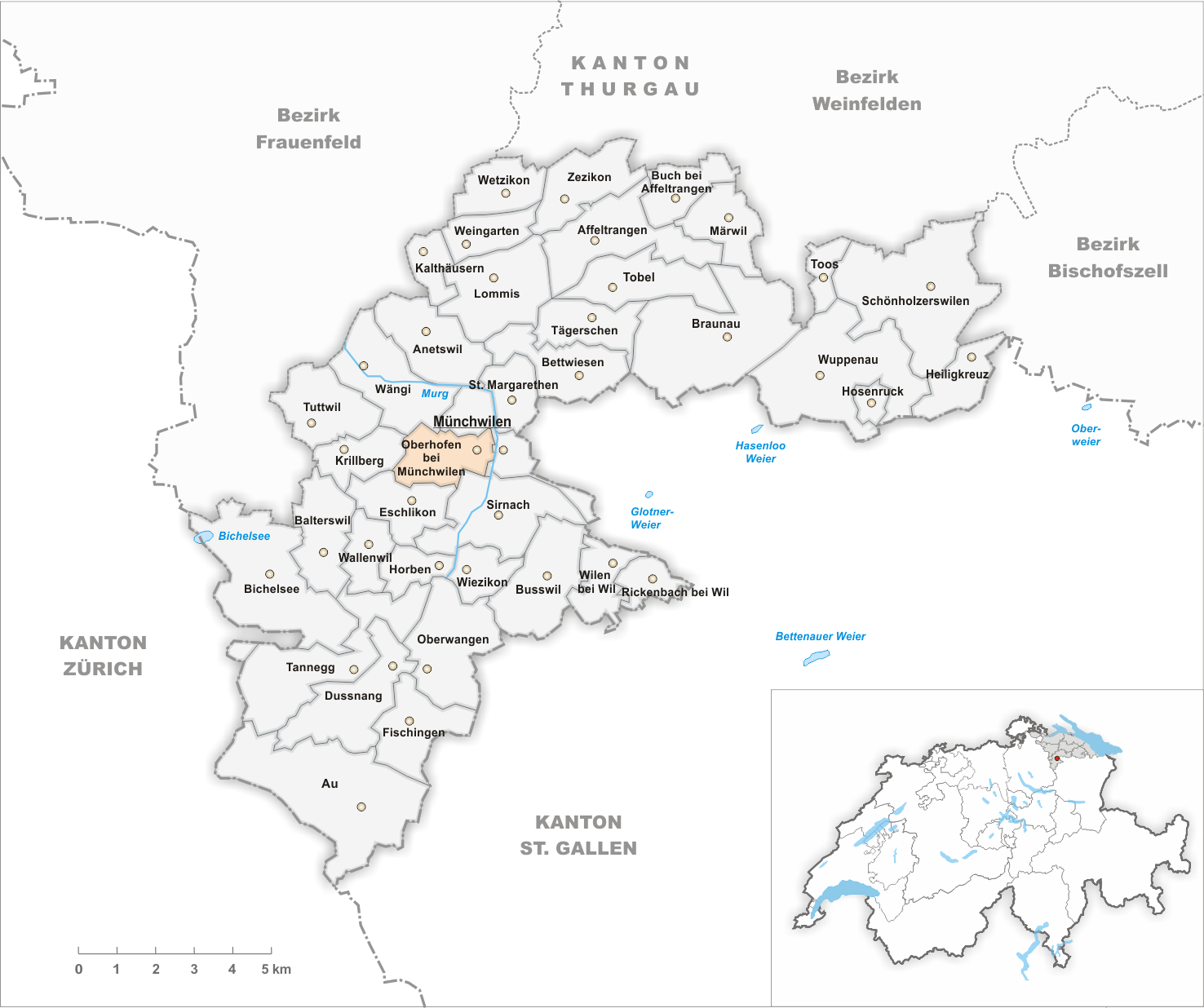
Gemeindestand vor der Fusion im Jahr 1950

Von 1803 bis 1950 gehörte die Ortsgemeinde Oberhofen zur Munizipalgemeinde Sirnach. 1871 wurden die Siedlungen Holzmannshaus, Knechtlishaus und Pfannenstil von der ehemaligen Ortsgemeinde Holzmannshaus der Ortsgemeinde Oberhofen zugeteilt.
1950 schlossen sich die Ortsgemeinden Oberhofen, Münchwilen und St. Margarethen gegen den Widerstand der anderen zur Munizipalgemeinde Sirnach gehörigen Ortsgemeinden zur Einheitsgemeinde Münchwilen zusammen.

## Bevölkerung
| Bevölkerungsentwicklung von Oberhofen | Bevölkerungsentwicklung von Oberhofen | Bevölkerungsentwicklung von Oberhofen | Bevölkerungsentwicklung von Oberhofen | Bevölkerungsentwicklung von Oberhofen | Bevölkerungsentwicklung von Oberhofen |
| ------------------------------------- | ------------------------------------- | ------------------------------------- | ------------------------------------- | ------------------------------------- | ------------------------------------- |
| Jahr                                  | 1850                                  | 1900                                  | 1910                                  | 1941                                  | 2010                                  |
| Einwohner                             | 318                                   | 486                                   | 677                                   | 641                                   | 1017                                  |
| Quelle                                | [ 3 ]                                 | [ 3 ]                                 | [ 3 ]                                 | [ 3 ]                                 | [ 2 ]                                 |